# Фукс, Карл (виолончелист)
Карл Фукс (нем. Carl Fuchs; 3 июня 1865, Оффенбах-ам-Майн — 9 мая 1951, Манчестер) — английский виолончелист немецкого происхождения.
Учился во Франкфурте-на-Майне сперва у Роберта Риделя, затем с 1881 г. у Бернхарда Коссмана. В 1885 г. проходил военную службу в качестве дирижёра армейского хора. В 1886—1887 гг. совершенствовал своё мастерство в Санкт-Петербургской консерватории под руководством Карла Давыдова.
Благодаря рекомендации Клары Шуман был приглашён в 1887 году на прослушивание Чарльзом Халле и занял место солиста в Оркестре Халле. Манчестер стал его родным городом до конца жизни, в 1899 г. Фукс принял британское подданство.
Помимо оркестровой карьеры Фукс выступал в различных ансамблевых составах, в том числе в манчестерском струнном квартете Адольфа Бродского и ливерпульском квартете Эрнста Шивера. В 1893 г. стал первым профессором виолончели в новосозданном Манчестерском колледже музыки, где преподавал до 1942 года (с перерывом в 1914—1920 гг., когда Фукс, поехавший в Германию навестить свою мать, с началом Первой мировой войны был интернирован, а затем удерживался вплоть до окончания войны, хотя и обладал свободой передвижения по Германии, изредка выступая с концертами во Франкфурте и Дармштадте).
Для Фукса написан ряд виолончельных сочинений английских композиторов, в том числе сонаты Эдгара Бейнтона (1924) и Баллады для виолончели и фортепиано Сирила Скотта (1934).
В 1937 г. опубликовал мемуарную книгу «Музыкальные и иные воспоминания» (англ. Musical and other recollections).